# Ribera (Nuevo México)
Ribera es un lugar designado por el censo ubicado en el condado de San Miguel en el estado estadounidense de Nuevo México. En el Censo de 2010 tenía una población de 416 habitantes y una densidad poblacional de 63,81 personas por km².

## Geografía
Ribera se encuentra ubicado en las coordenadas 35°22′12″N 105°26′39″O / 35.37000, -105.44417. Según la Oficina del Censo de los Estados Unidos, Ribera tiene una superficie total de 6.52 km², de la cual 6.52 km² corresponden a tierra firme y (0%) 0 km² es agua.

## Demografía
Según el censo de 2010, había 416 personas residiendo en Ribera. La densidad de población era de 63,81 hab./km². De los 416 habitantes, Ribera estaba compuesto por el 51.2% blancos, el 1.68% eran afroamericanos, el 0.72% eran amerindios, el 0.24% eran asiáticos, el 0% eran isleños del Pacífico, el 39.66% eran de otras razas y el 6.49% pertenecían a dos o más razas. Del total de la población el 85.1% eran hispanos o latinos de cualquier raza.